# Рид, Джейсон
Джейсон Рид (англ. Jason Read; род. 24 декабря 1977, Флемингтон, Нью-Джерси) — американский гребец, выступавший за сборную США по академической гребле в период 1995—2011 годов. Чемпион летних Олимпийских игр в Афинах, серебряный призёр чемпионата мира, победитель этапов Кубка мира, чемпион Панамериканских игр, победитель и призёр многих регат национального значения. Ныне — тренер по гребле.

## Биография
Джейсон Рид родился 24 декабря 1977 года в боро Флемингтон округа Хантердон, штат Нью-Джерси.
Заниматься академической греблей начал в 1992 году во время учёбы в старшей школе в Принстоне. Продолжил подготовку в Университете Темпл, состоял в местной гребной команде «Темпл Оулс» и неоднократно принимал участие в различных студенческих соревнованиях.
Дебютировал на международной арене в 1995 году, выступив в распашных рулевых четвёрках на юниорском мировом первенстве в Познани.
В период 1997—1999 годов достаточно успешно выступал в молодёжном Кубке наций, в восьмёрках сумел выиграть этапы в Греции и Германии.
Первого серьёзного успеха на взрослом международном уровне добился в сезоне 2001 года, когда вошёл в основной состав американской национальной сборной и в восьмёрках одержал победу на домашнем этапе Кубка мира в Нью-Джерси. При этом на чемпионате мира в Люцерне стал в той же дисциплине четвёртым.
В 2002 году на мировом первенстве в Севилье стартовал в безрульных четвёрках, сумел квалифицироваться лишь в утешительный финал B и расположился в итоговом протоколе соревнований на 12 строке.
На чемпионате мира 2003 года в Милане вновь стартовал в восьмёрках и выиграл серебряную медаль, уступив только экипажу из Канады.
Благодаря череде удачных выступлений удостоился права защищать честь страны на летних Олимпийских играх 2004 года в Афинах. В составе экипажа-восьмёрки в финале обошёл всех своих соперников и тем самым завоевал золотую олимпийскую медаль.
После афинской Олимпиады Рид на некоторое время оставил большой спорт, но в 2007 году он вернулся в основной состав гребной команды США и принял участие в мировом первенстве в Мюнхене, где в зачёте безрульных двоек занял итоговое восьмое место.
В 2008 году в качестве запасного гребца был включён в состав олимпийской сборной, собранной для участия в Олимпийских играх в Пекине, однако выйти на старт здесь ему не довелось.
На чемпионате мира 2010 года в Карапиро Джейсон Рид занял шестое место в восьмёрках.
В качестве знаменосца и капитана американской гребной команды принимал участие в Панамериканских играх 2011 года в Гвадалахаре, откуда привёз награду золотого достоинства, выигранную в восьмёрках.
Завершив спортивную карьеру, в августе 2011 года занял должность главного тренера женской гребной команды Университета Темпл. Позже работал тренером в Принстонском тренировочном центре при Принстонском университете.